# السه پیترسن
اِلسه پیترسن (دانمارکی: Else Petersen؛ ‏ ۲۶ آوریل ۱۹۱۰ – ۲۸ اوت ۲۰۰۲) بازیگر اهل دانمارک بود.
از فیلم‌ها یا برنامه‌های تلویزیونی که وی در آن نقش داشته‌است، می‌توان به مأمور ۶۹ ینسن در برج قوس، مأمور ۶۹ ینسن در برج عقرب، قلمرو، در برج اسد، در برج ثور، اروپا، ضیافت بابت، پر و کریستیان اشاره کرد.